# Tony Hinchcliffe
Pour les articles homonymes, voir Hinchcliffe.
Tony Hinchcliffe, né le 8 juin 1984 à Youngstown (Ohio), est un humoriste américain.
Il anime à partir de 2013 le podcast Kill Tony, qui joue le rôle de vitrine pour des humoristes professionnels et amateurs se relayant lors de sets d'une minute. Tony Hinchcliffe est principalement connu pour ses roasts, ayant fait partie de l'équipe de scénaristes de la série Comedy Central Roast et étant apparu au All Def Digital Roast de Snoop Dogg en 2016 et Roast of Tom Brady en 2024. Il sort deux émissions comiques, One Shot sur Netflix en 2016 et Making Friends sur YouTube en 2020.
Tony Hinchcliffe a la réputation d'utiliser l'humour noir et les insultes dans ses sketches, ce qui donne lieu à plusieurs controverses. En 2021, il est renvoyé par son agence et perd plusieurs contrats après avoir utilisé une insulte anti-asiatique contre un comédien sino-américain qui réalisait l'ouverture de son set. En octobre 2024, la campagne présidentielle de Donald Trump le voit se produire lors d'un rassemblement au Madison Square Garden, au cours duquel il fait des blagues critiquées par la suite comme racistes, misogynes et antisémites.

## Biographie

### Jeunesse
Tony Hinchcliffe naît à Youngstown, dans l'Ohio,, le 8 juin 1984. Il est élevé par sa mère célibataire dans le nord de la ville,,. Il fréquente l'Ursuline High School, où il fait partie de l'équipe de lutte, et obtient son diplôme en 2002,.
Tony Hinchcliffe déclare au Free Times de Columbia, en Caroline du Sud, qu'il a grandi dans un quartier difficile et qu'il a d'abord développé le roast comme mécanisme de défense. Dans une interview avec The Plain Dealer, il affirme que ses insultes lui ont également valu un coup de poing au visage dans le bus scolaire lors de son premier jour d'école. Dans le podcast HoneyDew de Ryan Sickler, Hinchcliffe révèle que son père était marié à une autre femme que sa mère et que sa naissance lui a été cachée. En même temps, il n'a pas connaissance de l'autre famille de son père jusqu'à l'adolescence, pensant que son père voyage pour des motifs professionnels.
L'humour est pour lui un moyen de se rapprocher de son père, peu présent durant son enfance. C'est également une échappatoire, pour fuir sa vie difficile.

### Carrière
En 2007, Tony Hinchcliffe déménage à Los Angeles pour poursuivre une carrière dans la comédie,. Il commence à se produire en stand-up lors scènes ouvertes au Comedy Store à West Hollywood,. Il est embauché pour travailler aux téléphones et à la cabine de couverture, devenant finalement un employé régulier et rémunéré du lieu. Il réalise aussi la première partie des tournées des comédiens Joe Rogan et Jeff Ross,,.
Tony Hinchcliffe se fait connaître au Comedy Store pour ses spectacles reposant sur des insultes à l'encontre d'autres comiques et des membres du public. Il est également connu pour aborder des sujets gênants et sensibles lors de ses spectacles de stand-up,,,. Le style de Tony Hinchcliffe, et son sens de l'humour noir séduisent l'humoriste Jeff Ross, connu comme le « Roastmaster General » de la série télévisée Comedy Central Roast,. Il considère Jeff Ross comme son mentor pour l'avoir aidé à obtenir ses premiers contrats d'écriture de sketches,,.
Tony Hinchcliffe écrit pour les épisodes de Comedy Central Roast avec James Franco, Justin Bieber et Rob Lowe,,. Il écrit notamment le sketch de Martha Stewart pour le roast de Justin Bieber et celui d'Ann Coulter pour le roast de Rob Lowe,. Il écrit également pour l' émission humoristique The Burn with Jeff Ross et apparaît en tant que candidat lors de la première saison de Jeff Ross Presents Roast Battle,.
Il participe au All Def Digital Roast de Snoop Dogg en 2016, et The Roast of Tom Brady en 2024.
Un premier stand-up d'une heure, réalisé par Tony Hinchcliffe et intitulé One Shot, est diffusé sur Netflix en 2016,. Il est nommé ainsi car il a été tourné en une seule prise de caméra sans aucun montage. En 2017, il est la tête d'affiche du Monster Energy Outbreak Tour, avec lequel il traverse vingt villes américaines en 22 jours,,,.

### Kill Tony
À partir de 2013, Tony Hinchcliffe produit et anime un podcast intitulé Kill Tony, une émission hebdomadaire en direct enregistrée au Comedy Store,. Pendant l'émission, le co-animateur Brian Redban (de The Joe Rogan Experience et du Deathsquad Network) et lui, ainsi qu'un panel de comédiens et d'autres célébrités, jugent des comédiens amateurs. Les candidats inscrivent leurs noms dans un panier et sont sélectionnés au hasard tout au long de l'émission,. Chaque candidat sélectionné doit présenter une prestation comique d'une minute,, suivie d'une discussion et d'une critique par le jury,. L’émission vise à donner à de jeunes humoristes l’occasion de mettre en valeur leur talent et de se construire une réputation professionnelle. Il ne fixe aucune limite aux sujets que les candidats peuvent présenter, ce qui permet des performances potentiellement offensantes ou politiquement incorrectes,.
En septembre 2020, Tony Hinchcliffe annonce déménager à Austin, au Texas, pour rejoindre Joe Rogan et Brian Redban. Le studio d'enregistrement du podcast Kill Tony est transféré dans la discothèque Antone's, dans le centre-ville d'Austin. Son spectacle a désormais lieu à Vulcan Gas Company sur la 6e rue en mai 2021. En raison de son utilisation d'insultes racistes anti-asiatiques lors d'un de ses spectacles, son agence WME se sépare de lui et Antone's annonce ne plus travailler avec Tony Hinchcliffe et ne plus produire son podcast Kill Tony,. Depuis 2023, l'émission est hébergée au Comedy Mothership, le club de comédie de Joe Rogan, basé à Austin. Le soir du Nouvel An 2023, Kill Tony organise son premier spectacle en direct dans une arène au H-E-B Center de Cedar Park (Texas).

## Controverses

### Utilisation d'insultes racistes
Lors d'un spectacle de stand-up en mai 2021 à Austin, Tony Hinchcliffe est filmé en train d'insulter Peng Dang, un comédien américain d'origine asiatique qui a présenté l'humoriste après avoir joué le spectacle précédent. Il prononce une injure raciste contre Peng Dang, suivie d'une série de blagues reposant sur des stéréotypes asiatiques avec un accent chinois caricatural, avant de s'en prendre aux membres du public qui rient aux blagues de Peng Dang, les qualifiant de « traîtres à la race ». La vidéo est diffusée sur Twitter, devient virale et donne lieu à une importante controverse. En conséquence, Tony Hinchcliffe est lâché par son agence WME et déprogrammé des spectacles prévus avec Joe Rogan à Austin. La boîte de nuit Antone's annonce qu'elle ne travaillera plus avec lui et n'accueillera plus son spectacle Kill Tony,,. Selon Vulture, pendant son concert, Tony Hinchcliffe aurait déclaré que les Chinois sont venus à Austin à cause des chauves-souris et critiqué les membres du public offensés, les accusant de « croire qu'il est sérieux ».
Dans une interview réalisée par Variety, il déclare que la réplique était une blague et qu'il n'a rien fait de mal, ajoutant qu'il pense que les comédiens ne devraient jamais avoir à s'excuser pour une blague et simplement continuer leur travail,, lui-même refuse de s'excuser. En octobre 2023, il assimile Peng Dang à un espion du gouvernement chinois pour justifier ses propos.

### Meeting de Donald Trump en 2024
Le 27 octobre 2024, Tony Hinchcliffe se produit lors d'un rassemblement de campagne de Donald Trump au Madison Square Garden. Pendant son concert, il décrit Porto Rico comme une « île flottante de déchets » et déclare : « ces Latinos adorent faire des bébés, ils le font. Il n'y a pas de retrait. Ils ne font pas ça, ils rentrent à l'intérieur, tout comme ils le font dans notre pays ». Le reste de son sketch fait appel à plusieurs stéréotypes racistes, sur les Afro-Américains, les Palestiniens ou les Juifs,.
Ses propos sont critiqués par des personnalités politiques, tels que le candidat démocrate à la vice-présidence Tim Walz et la représentante Alexandria Ocasio-Cortez, d'origine portoricaine, qui considèrent ces propos comme racistes. Ritchie Torres, également d'origine portoricaine, déclare qu'il est « tenté de qualifier Hinchcliffe de déchet raciste, mais que cela serait une insulte envers les déchets »,,. À l'inverse, l'humoriste est soutenu par d'autres personnalités, dont le célèbre humoriste Jon Stewart qui fait remarquer que son humour n'est pas plus provocateur que celui de son récent succès Roast of Tom Brady sur Netflix. D'autres font remarquer l'hypocrisie des démocrates, qui ne s'offusquent aucunement lorsque l'humoriste George Lopez fait le même type de blagues racistes sur les hispaniques lors des meetings de Kamala Harris et de Tim Walz.
L'équipe de campagne de Donald Trump prend ses distances par rapport aux commentaires de Tony Hinchcliffe. Le lendemain du rassemblement, Tony Hinchcliffe annonce qu'il ne s'excuse « auprès de personne » pour son spectacle de la veille, et que les portoricains sont suffisamment intelligents pour ne pas être utilisés à des fins politiques.

## Positions politiques
Interrogé sur son orientation politique en 2017, Tony Hinchcliffe explique avoir « des vannes pro-Trump, même si je ne suis pas spécifiquement pro-Trump ». En octobre 2024, il prend la parole lors d'un meeting de campagne de Donald Trump au Madison Square Garden. Cependant, sa blague raciste à l'encontre des Portoricains suscite la désapprobation de plusieurs figures républicaines, et l'équipe de campagne prend ses distances avec lui.